# I Bet You Think About Me
"I Bet You Think About Me" é uma canção da cantora e compositora estadunidense Taylor Swift, gravada para a regravação de seu quarto álbum de estúdio Red (Taylor's Version) (2021). Conta com a participação do cantor compatriota Chris Stapleton. Swift escreveu a canção com Lori McKenna, e a produziu com Aaron Dessner. A canção é uma balada country, conduzida por uma gaita, com letra que zomba do estilo de vida de um ex-namorado. Os críticos elogiaram as harmonias vocais de Stapleton, a composição afiada de Swift e sua capacidade de voltar às suas raízes country.
"I Bet You Think About Me" foi enviada às rádios de musica country estadunidenses em 15 de novembro de 2021, pela Republic Records como o primeiro single da regravação. Um vídeo musical da canção estreou no YouTube no mesmo dia, e foi escrito por Swift e a atriz estadunidense Blake Lively, e dirigido por esta última em sua estreia como diretora.

## Antecedentes
Depois de encerrar seu contrato de treze anos com a Big Machine Records, Taylor Swift assinou um novo contrato de gravação com a Republic Records, uma divisão da Universal Music Group, que garantiu a ela os direitos de possuir os masters da nova música que ela irá lançar. Em 2019, o empresário americano Scooter Braun e sua empresa Ithaca Holdings adquiriram a Big Machine. Como parte da aquisição, a propriedade dos masters dos primeiros seis álbuns de estúdio de Swift, incluindo Red, foi transferida para a Braun. Em agosto de 2019, Swift denunciou a compra da gravadora por Braun e anunciou que ela regravaria seus seis primeiros álbuns de estúdio, de modo a possuir seus próprios masters. Em novembro de 2020, Braun vendeu os masters para Shamrock Holdings, uma empresa americana de private equity pertencente à Disney, sob as condições de que Braun e Ithaca Holdings continuarão a lucrar financeiramente com os álbuns. Swift começou a regravar os álbuns em novembro de 2020. Em 9 de abril de 2021, Swift lançou a regravação Fearless (Taylor's Version), o primeiro de seus seis álbuns regravados. Alcançou sucesso comercial e de crítica, e estreou no número um na parada da Billboard 200 como o primeiro álbum regravado da história no topo das paradas. Em 12 de novembro de 2021, ela lançou seu segundo álbum regravado Red (Taylor's Version) em 12 de novembro de 2021. Além das faixas regravadas, continha várias faixas inéditas intituladas "From the Vault", que ela havia escrito para o álbum em seu lançamento original, mas acabaram sendo descartadas do projeto.
"I Bet You Think About Me" é uma das faixas escritas inicialmente para ser incluída no álbum Red (2012), porém acabou sendo descartada da seleção final, e posteriormente, foi lançada como uma faixa "From the Vault" no Red (Taylor's Version). Swift escreveu a canção enquanto estava em Foxborough, Massachusetts, para fazer dois concertos no Gillette Stadium como parte da Speak Now World Tour (2011–2012), em junho de 2011. Ela então contatou a musicista norte-americana Lori McKenna, com quem ela tinha conhecidos através de sua amiga em comum Liz Rose, para convidar McKenna para se juntar à canção como co-compositora. Ambas terminaram de escrever na casa de McKenna no primeiro dia do concerto. McKenna lembrou que Swift teve a ideia e o título aproximados, e ela ajudou Swift a "rebater as coisas". Em 30 de abril de 2023, Swift cantou "I Bet You Think About Me" no violão como uma "música surpresa" na Mercedes-Benz Stadium em Atlanta, Geórgia, como parte de sua sexta turnê como atração principal, a The Eras Tour (2023–2024).

## Vídeo musical

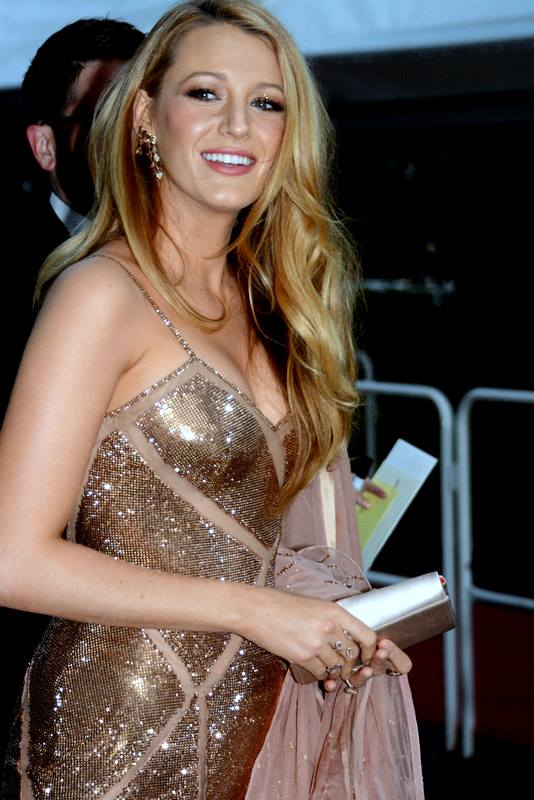
Blake Lively au festival de Cannes

O vídeo musical de "I Bet You Think About Me" estreou na plataforma de compartilhamento de vídeos YouTube em 15 de novembro de 2021. O vídeo foi dirigido pela atriz estadunidense Blake Lively, amiga pessoal de Swift, que fez sua estreia na direção. O roteiro do vídeo foi assinado por ambas. O vídeo documenta um casamento, com o casal de noivos sendo interpretados pelo ator Miles Teller e sua esposa Keleigh Sperry Teller, outra amiga pessoal de Swift. No enredo, Swift interpreta uma ex-namorada que se intromete no casamento. O cantor e produtor Aaron Dessner tem uma participação especial como membro da banda de casamento, enquanto o irmão de Swift, Austin Swift, é creditado como produtor do vídeo.

O vídeo contém referências a outros vídeos musicais da carreira de Swift, como o curta-metragem All Too Well: The Short Film, bem como múltiplas referências às histórias de Alice's Adventures in Wonderland e Through the Looking-Glass, de Lewis Carroll. Em 2022, o vídeo musical foi indicado para a categoria Vídeo do Ano na 57º Academy of Country Music Awards e no 56º Annual Country Music Association Awards.